# تمرداش
تمرداش (بالإنجليزية: Tamerdash)‏ هي منطقة سكنية تقع في قسم اجارود الشرقي الريفي في إيران. يقدر عدد سكانها بـ 40 نسمة .